# Xã Central Lake, Michigan
Xã Central Lake (tiếng Anh: Central Lake Township) là một xã thuộc quận Antrim, tiểu bang Michigan, Hoa Kỳ. Năm 2010, dân số của xã này là 2.198 người.